# Colombia F2 2008
El Colombia F2 (Seguros Bolívar Open- Bucaramanga) de 2008 fue un evento de tenis masculino que se llevó a cabo en la ciudad de Bucaramanga entre el 28 de enero y el 3 de febrero de 2008.
Entregó una bolsa de premios de 15.000 dólares.

## Campeones
- Individuales masculinos:  Joao Souza derrota a  Juan Sebastián Cabal 4-6, 6-2, 6-2

- Dobles masculinos:  Michael Quintero /  Carlos Salamanca derrotan a  Diego Álvarez /  Juan Pablo Amado 6-2, 2-6, 10-8

## Cabezas de serie
A continuación se detallan los cabeza de serie de cada categoría. Los jugadores marcados en negrita están todavía en competición. Los jugadores que ya no estén en el torneo se enumeran junto con la ronda en la cual fueron eliminados.

### Cabezas de serie (individuales)
| 1. | Daniel Koellerer      | pierde ante | Joao Souza           | Cuartos de final |
| 2. | Andreas Haider-Maurer | pierde ante | Diego Veronelli      | 1.ª ronda        |
| 3. | Michael Quintero      | pierde ante | Walter Trusendi      | 2.ª ronda        |
| 4. | Juan Martin Aranguren | pierde ante | Juan Pablo Amado     | 2.ª ronda        |
| 5. | Sebastián Decoud      | pierde ante | Juan Pablo Amado     | Cuartos de final |
| 6. | Carlos Salamanca      | pierde ante | Diego Álvarez        | 1.ª ronda        |
| 7. | Joao Souza            | derrota a   | Juan Sebastián Cabal | Campeón          |
| 8. | Víctor Estrella       | pierde ante | Juan Sebastián Cabal | 2.ª ronda        |

### Cabezas de serie (dobles)
| 1. | Sebastián Decoud Alejandro Fabri       | pierden ante | Michael Quintero Carlos Salamanca | Semifinal        |
| 2. | Andre Miele Joao Souza                 | pierden ante | Diego Álvarez Juan Pablo Amado    | Semifinal        |
| 3. | Rainer Eitzinger Andreas Haider-Maurer | pierden ante | Diego Álvarez Juan Pablo Amado    | Cuartos de final |
| 4. | Michael Quintero Carlos Salamanca      | derrotan a   | Diego Álvarez Juan Pablo Amado    | Ganadores        |